# Смешанная стоимость
Смешанная стоимость (смешанная ценность)  — термин, относящийся к формирующейся концептуальной структуре, при которой некоммерческие организации, бизнес и инвестиции оцениваются на основе их способности создавать смесь финансовой, социальной и экологической ценности. Появление термина обычно приписывают Джеду Эмерсону (Jed Emerson), иногда он используется как синоним концепции тройного критерия.
В основе появления смешанных ценностных предложений лежит тот факт, что зачастую ценность не может быть разделена по указанным типам, и по сути находится более чем в одном измерении производительности. Например, под смешанной ценностью в случае коммерческих предприятий понимается социальное и экологическое воздействие на общество, наряду с традиционными финансовыми показателями деятельности предприятия. В том же контексте для некоммерческих организаций учитывается их финансовая эффективность и устойчивость в тандеме с социальными и экологическими показателями.
Смешанно-ценностный подход предполагает, что истинный показатель деятельности любой организации заключается в её способности целостно проанализировать все 3 составляющих своей деятельности.

## Смешанная ценность на практике

### 5 «силосов» смешанной ценности
Смешанная ценность, по Джеду Эмерсону, может быть представлена в виде 5 секторов, или так называемых «силосных башен», в которых организации, чаще всего целенаправленно, ищут сочетание социальных, экологических и финансовых элементов деятельности.
В эти 5 «силосных башен» входят:
- Социальное предприятие: предприятия, которые используют бизнес-навыки и подходы для полноценного и устойчивого социального воздействия, а не максимизации прибыли. Социальные предприниматели стараются обогатить жизнь бедных, больных и бесправных людей.
- Инвестиции социального воздействия: частные инвесторы в стремлении к финансовой, социальной и экологической отдаче предоставляют капитал устойчивым предприятиям с социальной миссией.
- Стратегическая филантропия: подход к благотворительной деятельности, выходящий за рамки простых пожертвований. Филантропическая деятельность ведётся с целью создания социальной ценности, что роднит стратегическую филантропию с инвестициями социального воздействия.
- Программы корпоративной социальной ответственности: термин КСО относят к компаниям и бизнес-менеджерам/лидерам, последовательно интегрирующим стратегии создания экологических и социальных ценностей в свои программы, операции и цепи поставок. КСО также может проявляться в управлении инвестициями и благотворительностью.
- Устойчивое развитие: принцип международного сотрудничества, в котором акцент ставится на экологической устойчивости[англ.], а также улучшении экономического и социального положения развивающихся стран.

### Смешанно-ценностные бизнес-модели
Организации, использующие смешанно-ценностные бизнес-модели активно стремятся к максимизации своей ценности для общества, также максимизируя свою финансовую эффективность. В качестве примера можно назвать кооперативы справедливой торговли кофе, создающие социальную ценность через гарантированные минимальные закупочные цены на кофе и прямые инвестиции в развитие сообщества. Способность такого кооператива создавать смешанную ценность зависит от его финансовой состоятельности. Прирост смешанной ценности свидетельствует о том, что все 3 компонента (социальный, финансовый, экологический) интегрированы в любое измерение ценности.
Другой пример — социальные предприятия, такие как индийская сеть глазных клиник Аравинд. Клиники сети предлагают высокое качество лечения глаз, при скользящей шкале расценок — тех, кто не может позволить себе медицинскую помощь, лечат бесплатно, с остальных взимается плата. Даже после поведения лечения более 32 миллионов пациентов (большинство операций проведены бесплатно или на субсидии для бедных людей), клиники сети остаются весьма прибыльными предприятиями. Их финансовая устойчивость, в сочетании с влиянием на здоровье миллионов сельских жителей Индии, позволяет Аравинду поддерживать высокий уровень смешанной ценности.

#### Цепи поставок
Бизнес-модели цепи поставок также должны учитываться при оценке смешанной добавленной стоимости. Для компании, торгующей одеждой, например, источники продукции с «{{нп5|потогонной фабрики», вроде обрушившейся в 2013 году в Саваре — будет генерировать низкий уровень социальной ценности. Организации (коммерческие и некоммерческие), выдвигающие смешанно-ценностные предложения, должны тщательно выбирать поставщиков, которые, в свою очередь, также должны генерировать высокую смешанную стоимость; продолжая приведенный выше пример, можно отметить, что компания, выбирающая в качестве поставщика текстильную мануфактуру, работающую по принципам справедливой торговли, может обеспечить высокий уровень смешанной добавленной стоимости.

### Смешанная стоимость в инвестировании
Джед Эмерсон предложил термин «смешанная стоимость» в контексте инвестирования социального воздействия для описания различных категорий отдачи, к которой должен стремиться инвестор. Эмерсон выдвигает идею о том, что измерение инвестиций только с точки зрения финансовой отдачи — это неискренние оценки реальности, потому что существуют социальные и экологические последствия, связанные с предпринимательской деятельностью. Есть небольшое различие между бизнес-моделью, создающей смешанную стоимость, и инвестицией, также создающей смешанную ценность. Разницу можно объяснить на основе концепции дополнительности.
Дополнительность — это добавленная стоимость, которую можно отнести к инвестициям (то есть, если инвестиции имеют высокую степень дополнительности, то большая часть воздействия организации может быть выделена и отнесена к определенному вливанию капитала). Обособление этой части предназначено для того, чтобы показать, как именно инвестиционный капитал создает различные уровни стоимости. Организации собирают сведения для того, чтобы сообщать о своих успехах своим инвесторам. Когда инвесторы стремятся к созданию смешанные ценности, они также стремятся к социальной, экологической и финансовой отдаче. Хотя на данный момент не существует единой стандартизированной системы измерения, чтобы определить эту отдачу для инвесторов, такие организаций как GIIN и GIIRS Архивная копия от 19 августа 2020 на Wayback Machine прикладывают усилия для создания набора инструментов измерения и показателей для целостной оценки инвестиций.
Существующие системы включают в себя:
- IRIS — Impact Reporting and Investment Standards (Стандарты отчётности и инвестирования)
- Рейтинг GIIRS Архивная копия от 19 августа 2020 на Wayback Machine
- SROI — Social Return on Investment (социальный возврат на инвестирование)
- PULSE.